# Primeira Divisão 1980/1981
Primeira Divisão 1980/81 byla nejvyšší portugalskou fotbalovou soutěží v sezoně 1980/81. Vítězem se stal a do Poháru mistrů evropských zemí 1980/81 se kvalifikoval tým Benfica Lisabon, Pohár UEFA 1980/81 hrály týmy Sporting Lisabon a Boavista FC. Účast v Poháru vítězů pohárů 1980/81 si zajistil finalista portugalského poháru FC Porto.
Ligy se zúčastnilo celkem 16 celků, soutěž se hrála způsobem každý s každým doma-venku (celkem tedy 30 kol) systémem podzim-jaro. Sestoupily poslední 3 týmy.

## Tabulka
| Poř. | Tým                      | Z  | V  | R  | P  | VG | OG | B  |
| ---- | ------------------------ | -- | -- | -- | -- | -- | -- | -- |
| 1.   | Benfica Lisabon          | 30 | 22 | 6  | 2  | 72 | 15 | 50 |
| 2.   | FC Porto                 | 30 | 21 | 6  | 3  | 53 | 18 | 48 |
| 3.   | Sporting Lisabon         | 30 | 14 | 9  | 7  | 48 | 28 | 37 |
| 4.   | Boavista FC              | 30 | 14 | 8  | 8  | 36 | 25 | 36 |
| 5.   | Vitória Guimaraes        | 30 | 11 | 9  | 10 | 38 | 30 | 31 |
| 6.   | SC Braga                 | 30 | 10 | 10 | 10 | 34 | 39 | 30 |
| 7.   | Vitória Setúbal          | 30 | 9  | 11 | 10 | 30 | 30 | 29 |
| 8.   | Portimonense SC          | 30 | 11 | 6  | 13 | 34 | 37 | 28 |
| 9.   | SC Espinho               | 30 | 9  | 9  | 12 | 26 | 35 | 27 |
| 10.  | FC Penafiel (N)          | 30 | 11 | 5  | 14 | 27 | 38 | 27 |
| 11.  | CF Os Belenenses         | 30 | 8  | 10 | 12 | 24 | 39 | 26 |
| 12.  | Amora FC (N)             | 30 | 10 | 5  | 15 | 38 | 51 | 25 |
| 13.  | CAF Viseu (N)            | 30 | 8  | 9  | 13 | 24 | 40 | 25 |
| 14.  | Varzim SC                | 30 | 8  | 8  | 14 | 27 | 31 | 24 |
| 15.  | CS Marítimo              | 30 | 7  | 9  | 14 | 33 | 46 | 23 |
| 16.  | Académica de Coimbra (N) | 30 | 4  | 6  | 20 | 16 | 58 | 14 |

|  | Pohár mistrů evropských zemí 1981/82 |
|  | Pohár vítězů pohárů 1981/82          |
|  | Pohár UEFA 1981/82                   |
|  | Sestup do Segunda Divisão            |
|  | (N) - nováček                        |

## Nejlepší střelci
| P. | Nár         | Hráč                      | Tým              | Branky |
| -- | ----------- | ------------------------- | ---------------- | ------ |
| 1. | Portugalsko | Nené                      | Benfica Lisabon  | 20     |
| 2. | Portugalsko | Jacques Pereira           | SC Braga         | 17     |
| 3. | Irsko       | Mickey Walsh              | FC Porto         | 14     |
| 3. | Portugalsko | Jorge Silva               | Amora FC         | 14     |
| 3. | Portugalsko | Rui Jordão                | Sporting Lisabon | 14     |
| 3. | Portugalsko | João Alves                | Benfica Lisabon  | 14     |
| 7. | Portugalsko | Júlio Carlos              | Boavista FC      | 13     |
| 8. | Portugalsko | Fernando Folha            | Boavista FC      | 12     |
| 9. | Brazílie    | César Martins de Oliveira | Benfica Lisabon  | 10     |
| 9. | Portugalsko | António Oliveira          | FC Penafiel      | 10     |
| 9. | Portugalsko | Manuel Fernandes          | Sporting Lisabon | 10     |